# Luigi Conti (Diplomat)
Luigi Conti (* 2. März 1929 in Ceprano, Provinz Frosinone, Italien; † 5. Dezember 2015 in Viterbo) war ein italienischer Geistlicher und Diplomat des Heiligen Stuhls. 

## Leben
Luigi Conti empfing am 29. September 1954 die Priesterweihe. Am 21. Juni 1963 verlieh ihm Papst Paul VI. den Ehrentitel Überzähliger Geheimkämmerer Seiner Heiligkeit (Monsignore).
Am 1. August 1975 ernannte ihn Papst Paul VI. zum Apostolischen Nuntius in Haiti und Titularerzbischof von Gratiana. Kardinalstaatssekretär Jean-Marie Villot spendete ihm am 5. Oktober desselben Jahres die Bischofsweihe;  Mitkonsekratoren waren Kurienerzbischof Bernardin Gantin und Erzbischof Michele Federici, Bischof von Veroli-Frosinone.
Am 19. November 1983 wurde er durch Papst Johannes Paul II.  zum Apostolischen Pro-Nuntius im Irak und in Kuwait ernannt. Am 17. Januar 1987 wurde er zum Apostolischen Nuntius in Ecuador ernannt. Am 12. April 1991 wurde er zum Apostolischen Nuntius in Honduras ernannt. Am 15. Mai 1999 wurde er zum Apostolischen Nuntius in der Türkei und in Turkmenistan ernannt. Am 8. August 2001 wurde er zum Apostolischen Nuntius in Libyen und Malta ernannt. Sein altersbedingtes Rücktrittsgesuch nahm Johannes Paul II. am 5. Juni 2003 an.